# Dalila Bela

Dalila en 2016

Dalila Bela (Montreal, 5 de octubre de 2001) es una actriz y cantautora canadiense conocida por su papel de Agent Olive en la serie Odd Squad (2014-2016) de TVOKids / PBS Kids, en las películas de Diary of a Wimpy Kid (2012) y por su labor en programas de televisión como Once Upon a Time (2015) y la serie de Netflix, Anne with an E (2017-2019).

## Biografía

### Carrera
Dalila comenzó su carrera en la actuación a la edad de 5 años cuando apareció por primera vez en un comercial nacional. Un año después, ganó el premio al Mejor Actor del Año y se mudó con su familia a Vancouver. Después de su mudanza, ganó el premio Young Artist Award a la mejor interpretación en una película directa a video, titulada The Stranger. Tanto en 2011 como en 2012, recibió el premio Young Artist Award por su trabajo en Joanna Makes a Friend . 
Dalila Bela ganó los Premios Joey 2015 al Mejor Conjunto Joven en una Serie de TV por su papel protagónico en Odd Squad, compartiendo el premio con sus coprotagonistas de Odd Squad.  Además, ha recibido elogios por su papel de Lola Littleton en Dead Hearts en el Diabolique Film Festival Award. 
Interpretó a Diana Barry en la serie de CBC / Netflix, Anne With An E, basada en el libro Anne of Green Gables. 

### Vida personal
Dalila Bela nació en Montreal, Quebec. Encontró éxito rápidamente al contratar un agente de talentos  en su ciudad natal. Al tiempo, su familia se mudó a Vancouver para poder acceder a más oportunidades laborales para Dalila. Es de ascendencia inglesa, francesa, brasileña, panameña y española. Su padre es de Panamá y su madre es de Brasil. Tiene dos hermanos menores llamados Bruce y Raphael, que también son actores.  Actualmente vive en Vancouver.
En junio de 2020 se declaró pansexual a través de su cuenta en instagram.

## Filmografía

### Películas
| Año  | Título                                          | Papel          | Notas |
| ---- | ----------------------------------------------- | -------------- | ----- |
| 2010 | El extraño                                      | Nieta          |       |
| 2011 | Joanna hace un amigo                            | Joanna         |       |
| 2011 | Caperucita Roja                                 | Caperucita     |       |
| 2011 | Diario de un niño debilucho: Reglas de Rodrick  | Taylor Pringle |       |
| 2012 | Diario de un Chico en Problemas: Días de Perros | Taylor Pringle |       |
| 2012 | Encuentros graves 2                             | Kaitlin        |       |
| 2016 | Odd Squad: La película                          | Agente Olive   |       |
| 2016 | El club de aventuras                            | Arenoso        |       |

### Televisión
| Año       | Título                                    | Papel           | Notas                                             |
| --------- | ----------------------------------------- | --------------- | ------------------------------------------------- |
| 2009      | Señora milagro                            | Chica joven     |                                                   |
| 2009      | Sobrenatural                              | Niñita          | Episodio: "Creo que los niños son nuestro futuro" |
| 2009      | Franja                                    | Jenny Burgess   | Episodio: "Fractura"                              |
| 2010      | La hora inquietante de RL Stine: la serie | Muchacha celosa | Episodio: "Really You: Part 1"                    |
| 2012      | Una Navidad bastante extraña              | Jingle Jill Elf | Película de televisión                            |
| 2014      | Los 100                                   | Niño / Leigh    | Episodio: "Día de la Unidad"                      |
| 2014-2016 | Escuadrón impar                           | Agente Olive    | Rol principal; 41 episodios                       |
| 2015      | Érase una vez                             | Joven Ginebra   | Episodio: "El reino roto"                         |
| 2016      | Compañero del profesor de "Annedroids"    | Estudiante      | Episodio: "Teacher's Pal"                         |
| 2016-2018 | ¡Listo Jet Go!                            | Sydney          | 17 episodios                                      |
| 2017-2019 | Anne with an E                            | Diana Barry     | 27 episodios                                      |